# Herman De Meulenaere
Herman De Meulenaere (Brugge, 14 mei 1923 - Brussel, 5 juni 2011) was een Belgische egyptoloog, hoogleraar en directeur van de Fondation Egyptologique Reine Elisabeth.

## Levensloop
Herman De Meulenaere studeerde, na Latijns-Griekse humaniora aan het Sint-Lodewijkscollege in Brugge (retorica 1941), klassieke filologie en egyptologie aan de Katholieke Universiteit Leuven. Hij studeerde ook aan universiteiten in Leiden en Parijs.
In 1951 promoveerde hij op een studie gewijd aan de vertellingen van Herodotos met betrekking tot de farao's van de 26ste Dynastie. In 1958/59 was hij gastprofessor aan de Brown University. In de jaren 1960 was hij lid van het comité dat zich inzette voor het redden van de Nubische monumenten, die bedreigd werden door de bouw van de Hoge Aswandam.
In 1963 werd hij hoogleraar egyptologie aan de Rijksuniversiteit Gent en conservator van de egyptische verzameling in de Koninklijke Musea voor Kunst en Geschiedenis in Brussel. Van 1984 tot 1988 was hij directeur van deze instelling.
De Meulenaere was directeur van het Egyptologisch Genootschap Koningin Elisabeth. Hij nam in Egypte deel aan opgravingen in Elkab en Thebe. Hij was redacteur van de tijdschriften Chronique d'Egypte (uitgegeven door de Fondation Egyptologique Reine Elisabeth, Brussel) en Bibliotheca Orientalis (uitgegeven door het NINO, Leiden).

## Publicaties
- Herodotos over de 26ste Dynastie (II, 147 - III, 15) (Bibliothèque du Muséon 27), Leuven 1951
- Egyptian Sculpture of the Late Period, Brooklyn 1960 (met B.V. Bothmer en H.W. Müller)
- Le surnom égyptien à la Basse Époque (PIHANS 19), Leiden 1966
- La chapelle ptolémaique de Kalabcha, 2 vols., Kairo 1964-1970 (met M. Dewachter en M. Aly)
- Leven na de dood in het Oude Egypte, 1969.
- Scarabeus Sacer, 1972.
- Onder de zon van Amarna: Echnaton en Nefertiti, tentoonstellingscatalogus, 1975.
- Egyptes' Glorie, 1976.
- Mendes II, 1976.
- La collection égyptienne: les étappes marquantes de son développement, 1981.
- Artibus Egypti, 1981.
- De vrouw in het rijk van de Farao's, tentoonstellingscatalogus, 1985.